# Nomaua rakiura
Nomaua rakiura is een spinnensoort in de taxonomische indeling van de Synotaxidae.
Het dier behoort tot het geslacht Nomaua. De wetenschappelijke naam van de soort werd voor het eerst geldig gepubliceerd in 2009 door B. M. Fitzgerald & P. J. Sirvid.